# Salga (Nordeste)
Salga ist eine portugiesische Gemeinde (Freguesia) im Kreis (Município) Nordeste auf der Azoreninsel São Miguel. In ihr leben 484 Einwohner (Stand 19. April 2021).